# 经八路街道
经八路街道，是中华人民共和国河南省郑州市金水区下辖的一个乡镇级行政单位。经八路街道位于金水区中南部，是中共河南省委、河南省军区及众多省直机关所在地。经八路街道始建于1954年，总面积约3.44平方公里，东起花园路，西至健康路、东三街，北起红专路，南至金水河畔。有金水路、花园路、文化路、黄河路等25条主次干道交错构成辖区道路交通网。经八路街道办事处下设16个科室（含财政所、收费中心和执法中队），下辖11个社区。有家属楼院223个，常住人口11万6千人，流动人口近3万人。两新党组织40家，11个社区党组织，直管党员2419名、流动党员450名。是金水区面积较大，人口较多的街道之一。

## 行政区划
经八路街道下辖以下地区：
体育社区、科技社区、教育社区、省委社区、广电社区、商务社区、省建社区、军区社区、文联社区、建文社区和任砦社区。

## 公共设施
经八路街道辖区内共有公共单位76个。其中，学校有包括郑州八中、纬五路一小、省实验幼儿园等名校在内的14所；科研单位有以河南省科学院为代表的22家；大型医院有郑州大学第二附属医院、河南省直第二门诊医院、郑州人民医院等，辅以社区医疗站，构建成辖区医疗卫生服务网络；文化团体有河南省豫剧院二团、三团、曲剧团、河南省京剧院、河南省艺术研究院、河南省文联等。此外，辖区内还设有河南省少儿图书馆、河南省科技馆、河南省群众艺术馆等教育基地。